# Listă de comitate din statul Washington

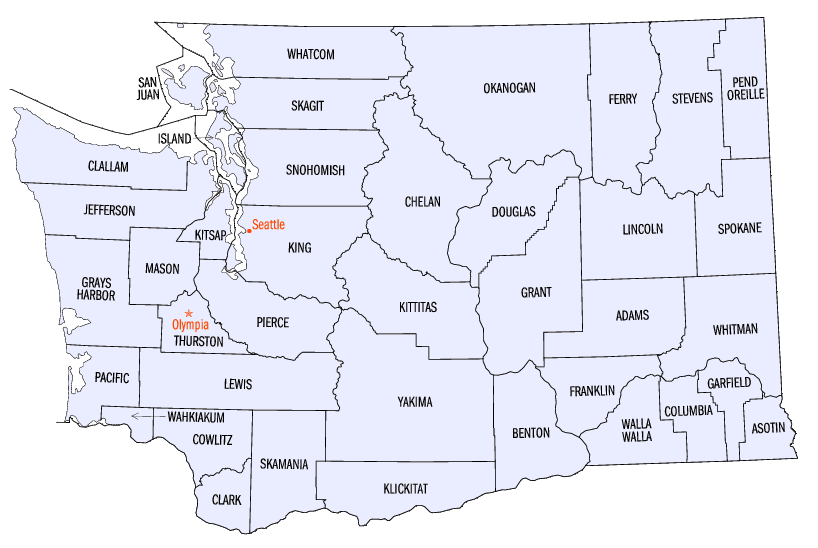
Comitatele statului Washington

Lista celor 39 de comitate ale statului Washington, unul din cele 50 de state ale Statelor Unite ale Americii.
| Comitatul    | Populația 1 iulie 2007 | Sediul        | Populația 1 iulie 2007 |
| ------------ | ---------------------- | ------------- | ---------------------- |
| Adams        | 16.982                 | Ritzville     | 1.722                  |
| Asotin       | 21.111                 | Asotin        | 1.115                  |
| Benton       | 159.414                | Prosser       | 5.077                  |
| Chelan       | 70.993                 | Wenatchee     | 29.810                 |
| Clallam      | 70.474                 | Port Angeles  | 18.789                 |
| Clark        | 418.070                | Vancouver     | 161.436                |
| Columbia     | 3986                   | Dayton        | 2.613                  |
| Cowlitz      | 100.467                | Kelso         | 12.041                 |
| Douglas      | 36.177                 | Waterville    | 1.141                  |
| Ferry        | 7.373                  | Republic      | 952                    |
| Franklin     | 69.578                 | Pasco         | 52.647                 |
| Garfield     | 2.050                  | Pomeroy       | 1.277                  |
| Grant        | 83.047                 | Ephrata       | 7.248                  |
| Grays Harbor | 71.335                 | Montesano     | 3.578                  |
| Island       | 81.326                 | Coupeville    | 1.845                  |
| Jefferson    | 29.199                 | Port Townsend | 9.069                  |
| King         | 1.859.284              | Seattle       | 594.210                |
| Kitsap       | 236.732                | Port Orchard  | 7.940                  |
| Kittitas     | 38.542                 | Ellensburg    | 17.304                 |
| Klickitat    | 20.097                 | Goldendale    | 3.731                  |
| Lewis        | 73.645                 | Chehalis      | 7.221                  |
| Lincoln      | 10.255                 | Davenport     | 1.689                  |
| Mason        | 56.384                 | Shelton       | 9.222                  |
| Okanogan     | 39.653                 | Okanogan      | 2.352                  |
| Pacific      | 21.490                 | South Bend    | 1.806                  |
| Pend Oreille | 12.760                 | Newport       | 2.121                  |
| Pierce       | 773.165                | Tacoma        | 196.520                |
| San Juan     | 15.214                 | Friday Harbor | 2.082                  |
| Skagit       | 116.397                | Mount Vernon  | 30.700                 |
| Skamania     | 10.723                 | Stevenson     | 1.359                  |
| Snohomish    | 676.898                | Everett       | 98.295                 |
| Spokane      | 456.175                | Spokane       | 200.975                |
| Stevens      | 41.835                 | Colville      | 4.949                  |
| Thurston     | 238.555                | Olympia       | 44.925                 |
| Wahkiakum    | 4.039                  | Cathlamet     | 576                    |
| Walla Walla  | 57.709                 | Walla Walla   | 30.794                 |
| Whatcom      | 192.999                | Bellingham    | 77.503                 |
| Whitman      | 41.229                 | Colfax        | 2.751                  |
| Yakima       | 233.062                | Yakima        | 82.974                 |